# Венко Плачков
Венко Плачков e български католически свещеник, конвентуалец.

## Биография
Отец Винкентий (Венко) Плачков е роден на 16 май 1912 г. в село Балтаджии (днес кв. Секирово на град Раковски). След завършване на начално училище, той постъпва в нисшата семинария на отците конвентуалци в Буюкдере, в Цариград. След това заминава за Асизи, където завършва философия и благословие. На 15 август 1933 г. полага вечните си обети. А година по-късно на 2 септември 1934, е ръкоположен за свещеник в базиликата „Свети Франциск”.
Бива назначен за възпитател и преподавател в нисшата семинария на конвентуалците. Един от неговите възпитаници е проф. Георги Елдъров. Той преподава латински и на по-горните класове. От 1941 г. до 1946 г. следва в Папския източен институт в Рим. Защитата дисертация за Апостолическите префекти в Цариград от периода на Френската революция до средата на XIX в.
Отец Винкентий поддържа връзки с България. Бил е помощник на Визитатора делегат за българите в чужбина. Посещава България през 60-те години. През 1973 г. изпълнява длъжността ръководител на българските францисканци. През 90-те години се включва активно в организиране на помощи за България. Земетресението през 1997 г. повлиява на неговото душевно разположение с щетите на базиликата и манастира и жертвите сред събратята му.
Отец Плачков умира в Асизи на 14 юли 1999 г. Погребан е в параклиса на конвентуалците в общинското гробище в Асизи.
- Параклис на Малките братята конвентуалци в общинското гробище на Асизи
- Мемориална плоча на отец Венко Плачков на параклиса в Асизи